# Татарский Урюш
Татарский Урюш (баш. Татар Үреше) — деревня в Караидельском районе Башкортостана, входит в состав Урюш-Битуллинского сельсовета.

## История
Основана мишарями в середине XVIII в. на вотчинных землях башкир Ельдякской волости Сибирской дороги под названием Урюшево.
В «Списке населенных мест по сведениям 1870 года», изданном в 1877 году, населённый пункт упомянут как деревня Урюшева 1-го стана Бирского уезда Уфимской губернии. Располагалась при речке Урюше, по правую сторону Сибирского почтового тракта из Уфы, в 65 верстах от уездного города Бирска и в 53 верстах от становой квартиры в селе Аскине. В деревне, в 57 дворах жили 373 человека (190 мужчин и 183 женщины, мещеряки — 99,4%, русские), была мечеть.
В 1906 году зафиксировано 3 бакалейные лавки. С начала XX в. носит современное название.

## Население
| 2002 | 2009 | 2010 |
| ---- | ---- | ---- |
| 269  | ↗270 | ↘258 |

Национальный состав
Согласно переписи 2002 года, преобладающая национальность — татары (86 %).

## Географическое положение
Расстояние до:
- районного центра (Караидель): 57 км,
- центра сельсовета (Мрясимово): 10 км,
- ближайшей ж/д станции (Щучье Озеро): 109 км.

## Инфраструктура
Население занято в ООО «Урюшевское». Есть начальная школа, фельдшерско-акушерский пункт, клуб.

## Религия
В деревне есть мечеть.

## Известные уроженцы
- Шайхлисламов, Зайнулла Гумерович (род. 2 января 1938) — художник, заслуженный художник РБ (1998), член Союза художников РБ (1990).